# Сегедская синагога
Сегедская синагога (венг. Szegedi zsinagóga) — синагога в городе Сегед в Венгрии. Была построена в 1907 году венгерским архитектором с еврейскими корнями Леопольдом Баумхорном, чьи работы, как считается, содержат уникальные примеры Fin de siècle, жанру, относящегося к рубежу XIX и XX вв., и которые иногда обобщительно называют «Венгерским стилем».

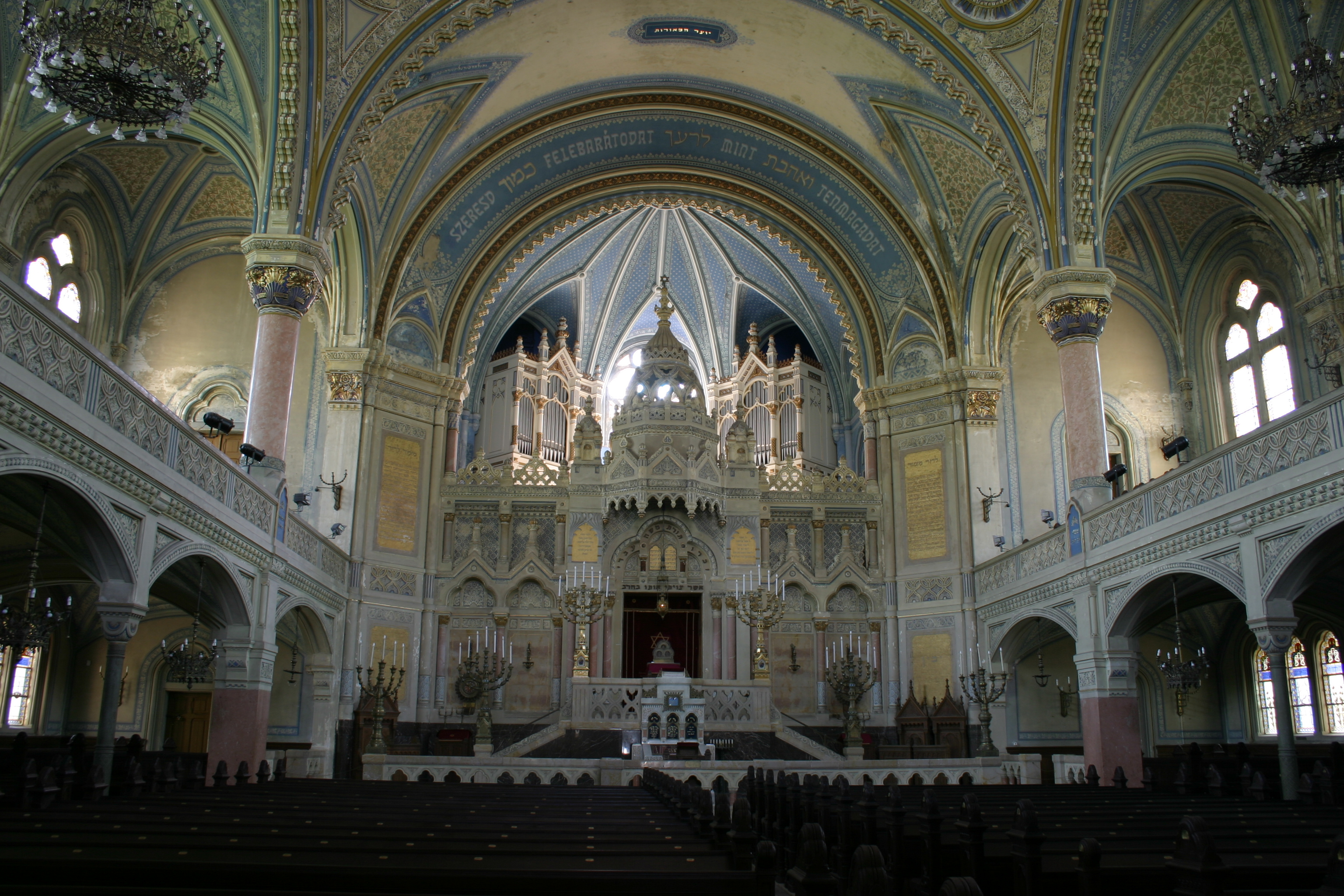
Интерьер Сегедской синагоги

Архитектура внутренней части здания с её 48,5-метровыми купольными потолками основана на смешении нескольких исторических стилей, в числе которых идёт модерн, неомавританский стиль, общий историзм. Ребристые стены синагоги относятся к готическому стилю, в то время как колонны — к римскому. Конструкция некоторых элементов Сегедской синагоги как, например, синагогального ковчега, ссылается на конструкции Первого Храма.
Внутренняя отделка купола и витражных стекол синагоги была выполнена венгерским художником Максом Ротом.
На данным момент Сегедская синагога — вторая по высоте в Венгрии (после Будапештской Большой синагоги) и четвёртая — в мире.